# College van Beroep voor de Examens
Elke Nederlandse instelling voor hoger onderwijs heeft een College van Beroep voor de Examens (afgekort: CBE of Cobex). Het CBE is een onafhankelijk bestuursorgaan dat onderzoek verricht naar de behoorlijkheid van beslissingen genomen door examinatoren of een examencommissie waar een student het niet mee eens in en toetst of deze beslissingen in strijd zijn met het recht. De Wet op het hoger onderwijs en wetenschappelijk onderzoek bepaalt dat elke instelling voor hoger onderwijs een CBE dient te hebben.

## Achtergrond
De Wet op het hoger onderwijs en wetenschappelijk onderzoek bepaalt dat elke Nederlandse instelling voor hoger onderwijs sinds 1993 een College van Beroep voor de Examens dient te hebben. In artikel 7.60 tot en met 7.63 van de Wet op het hoger onderwijs en wetenschappelijk onderzoek wordt bepaald waar het college aan moet voldoen. Het college moet voor de helft bestaan uit docenten of leden van de wetenschappelijke staf. De voorzitter en plaatsvervangend voorzitter zijn echter jurist en behoren geen dienstverband met de onderwijsinstelling te hebben. Daarnaast kunnen onder andere studenten lid zijn van het college.  Een zitting van het CBE bestaat uit een studentlid, een docentlid en een voorzitter, waarbij de docent en studentleden per zitting wisselt.
Uitspraken van het College van Beroep voor de Examens zijn bindend voor de student en de examencommissie. Studenten kunnen echter tegen een uitspraak van het CBE in beroep gaan bij de Raad van State. Dit beroep dient schriftelijk te worden gedaan en het kan ongeveer vier maanden duren voordat de uitspraak bepaald wordt.

## Beroepscommissie in België
In België dienen onderwijsinstellingen volgens de Wetgeving en omzendbrieven voor het Vlaamse onderwijs een (interne) beroepscommissie te hebben. Deze commissie komt grotendeels overeen met het Nederlandse College van Beroep voor de Examens. Ook deze commissie bestaat uit interne en externe leden en bekijkt klachten van studenten. 